# 26950 Legendre
26950 Legendre è un asteroide della fascia principale. Scoperto nel 1997, presenta un'orbita caratterizzata da un semiasse maggiore pari a 2,3077166 UA e da un'eccentricità di 0,0869583, inclinata di 2,37577° rispetto all'eclittica.